# Мезонсгутт
Мезонсгутт (фр. Maisonsgoutte) — коммуна на северо-востоке Франции в регионе Гранд-Эст (бывший Эльзас — Шампань — Арденны — Лотарингия), департамент Нижний Рейн, округ Селеста-Эрстен, кантон Мюциг. До марта 2015 года коммуна административно входила в состав упразднённого кантона Вилле (округ Селеста-Эрстен).
Площадь коммуны — 4,87 км², население — 825 человек (2006) с тенденцией к стабилизации: 818 человек (2013), плотность населения — 168,0 чел/км².

## Население
Население коммуны в 2011 году составляло 818 человек, в 2012 году — 808 человек, а в 2013-м — 818 человек.
| 1962 | 1968 | 1975 | 1982 | 1990 | 1999 | 2006 | 2008 | 2011 | 2012 | 2013 |
| ---- | ---- | ---- | ---- | ---- | ---- | ---- | ---- | ---- | ---- | ---- |
| 842  | 828  | 828  | 812  | 789  | 776  | 825  | 838  | 818  | 808  | 818  |

Динамика населения:

## Экономика
В 2010 году из 520 человек трудоспособного возраста (от 15 до 64 лет) 414 были экономически активными, 106 — неактивными (показатель активности 79,6 %, в 1999 году — 72,5 %). Из 414 активных трудоспособных жителей работали 382 человека (209 мужчин и 173 женщины), 32 числились безработными (13 мужчин и 19 женщин). Среди 106 трудоспособных неактивных граждан 33 были учениками либо студентами, 54 — пенсионерами, а ещё 19 — были неактивны в силу других причин.

## Достопримечательности (фотогалерея)

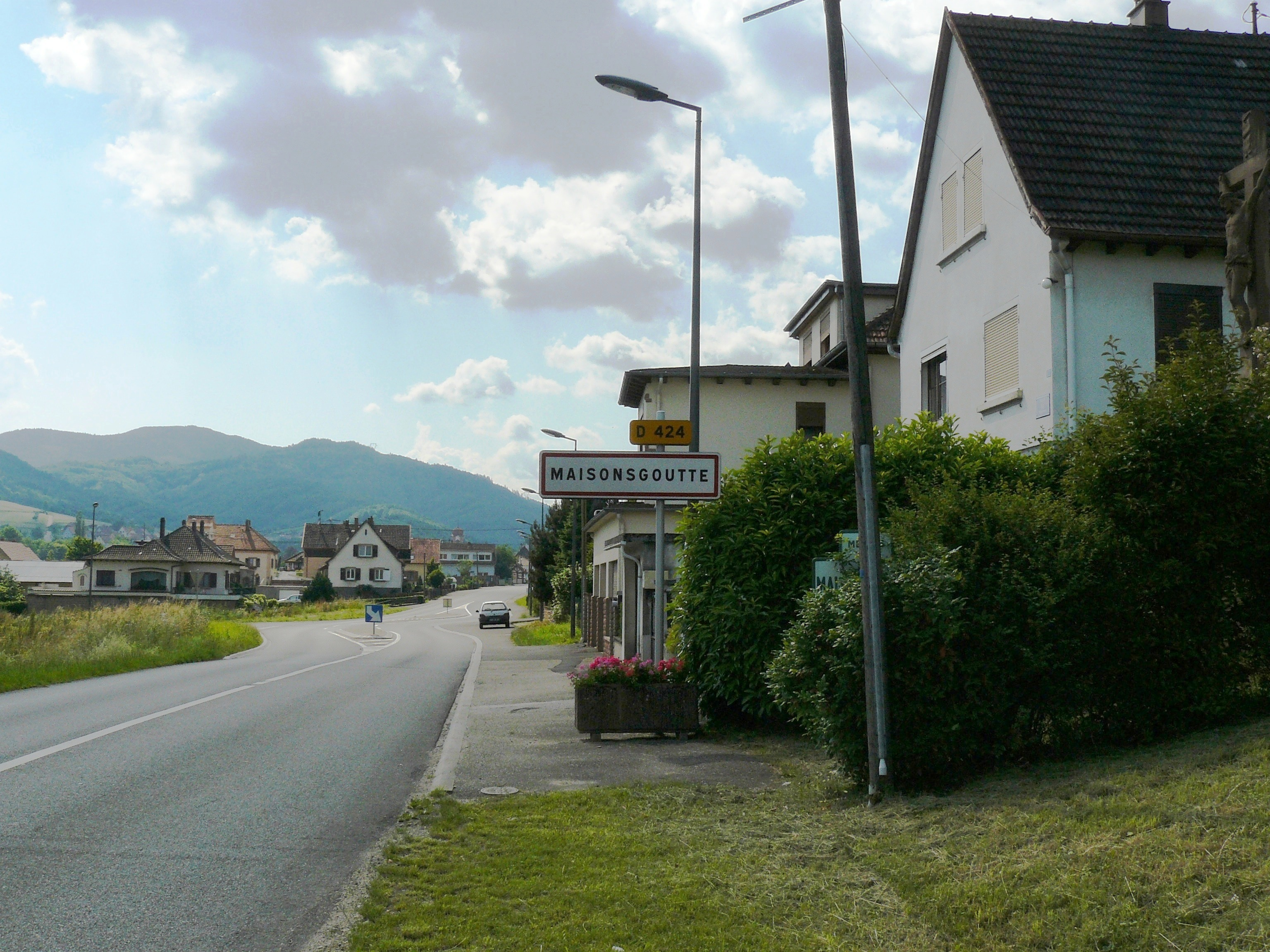
На въезде
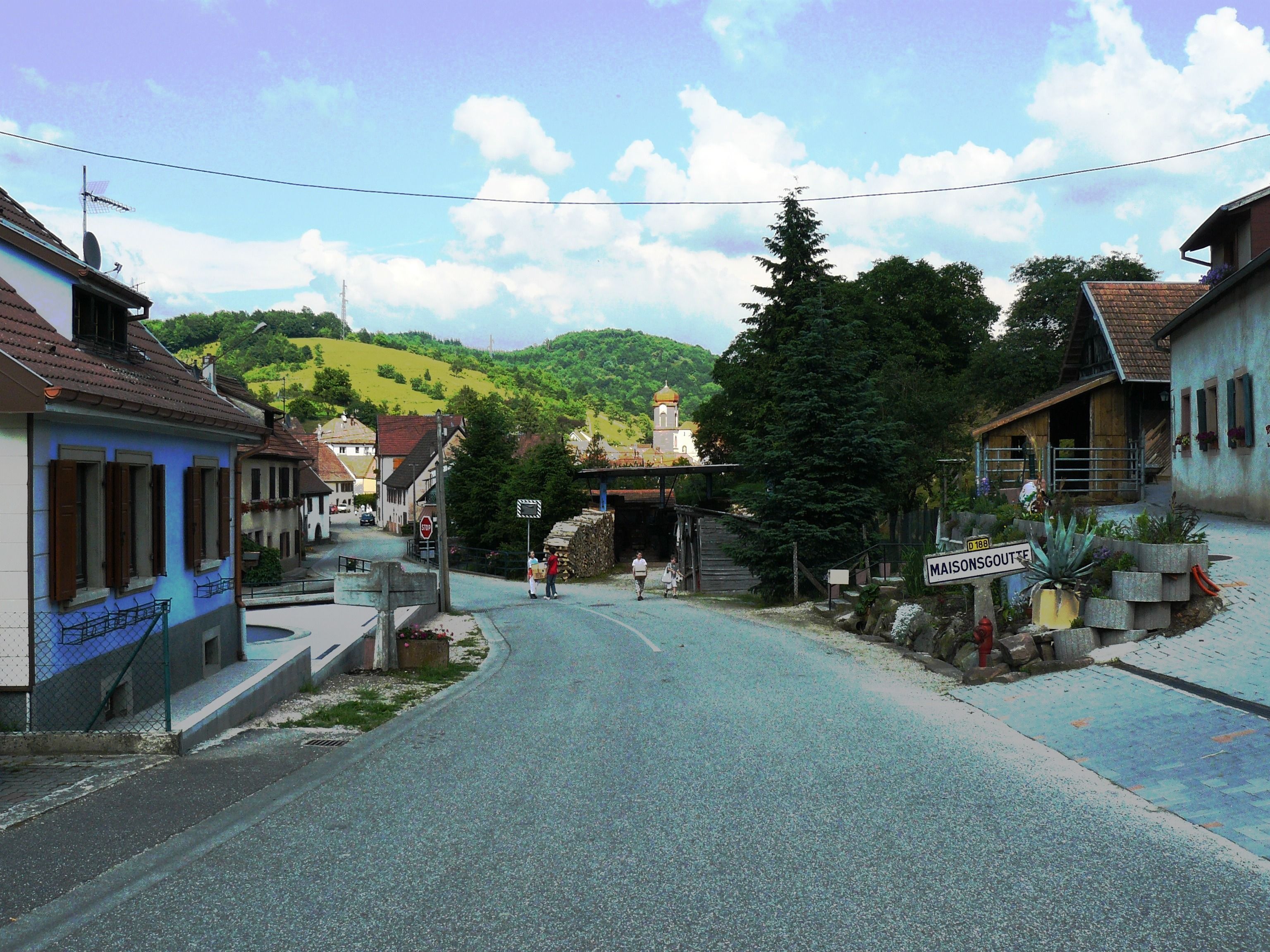
На главной улице
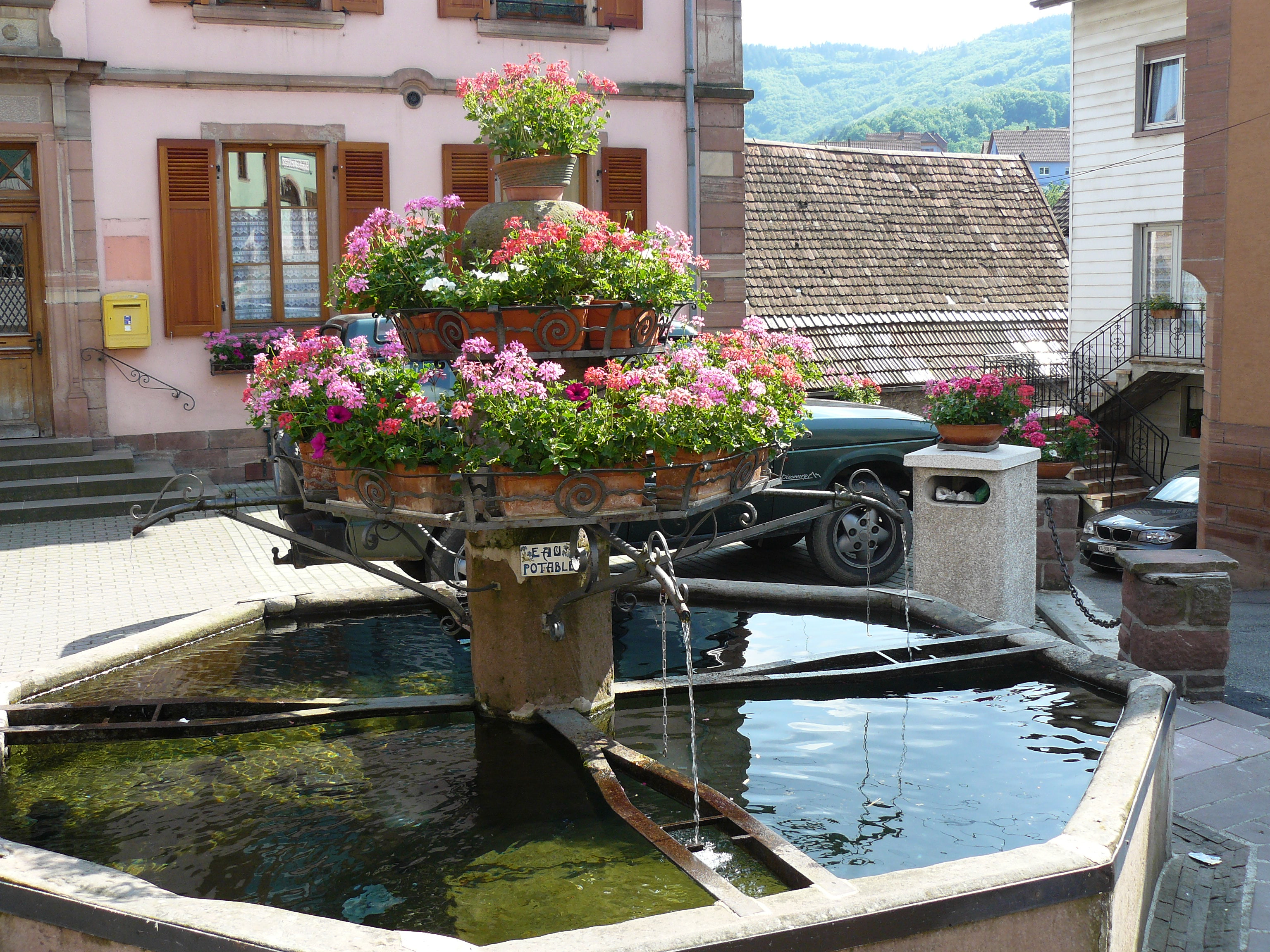
Старый восьмиугольный фонтан рядом с церковью
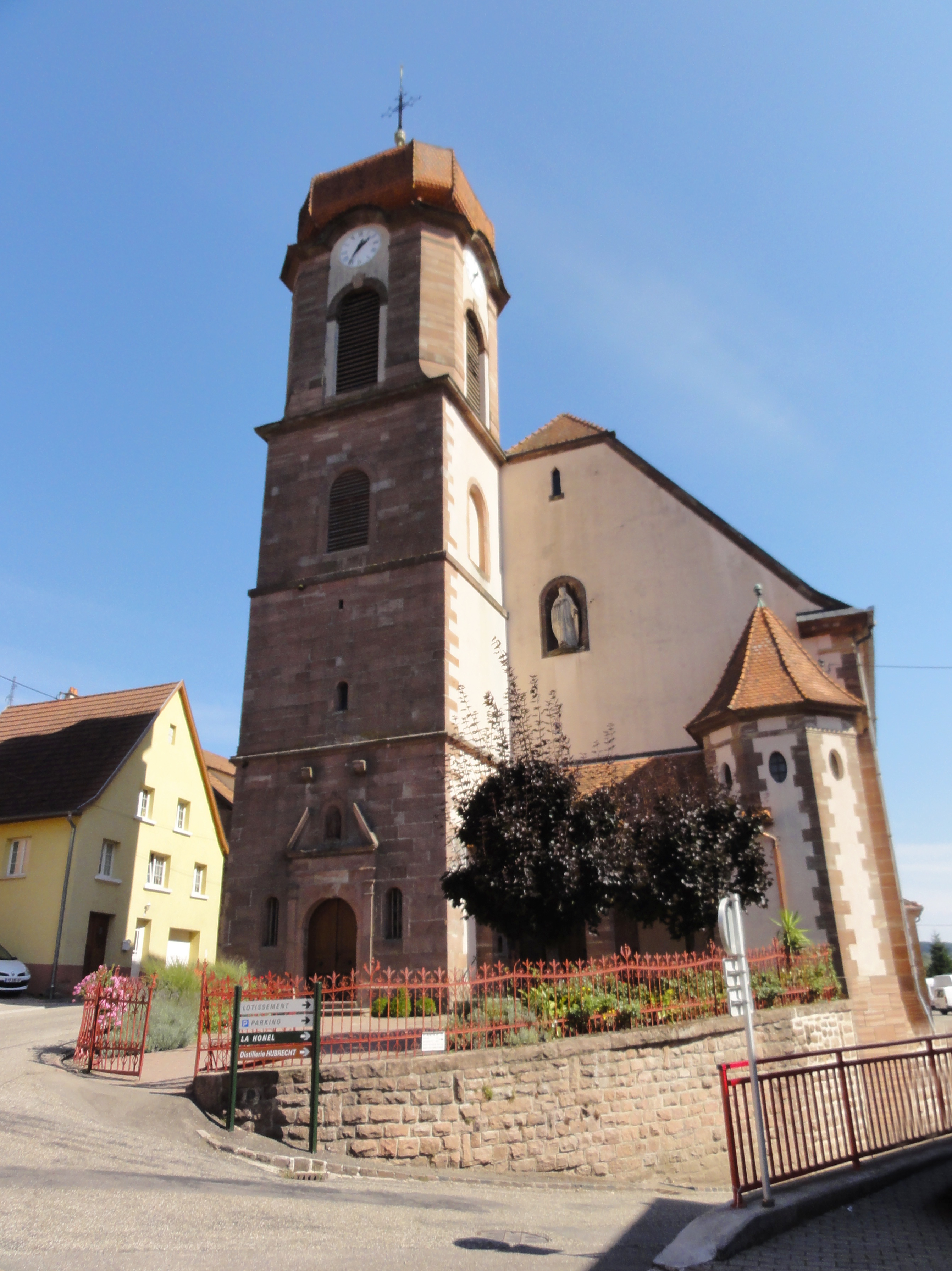
Церковь святого Антония
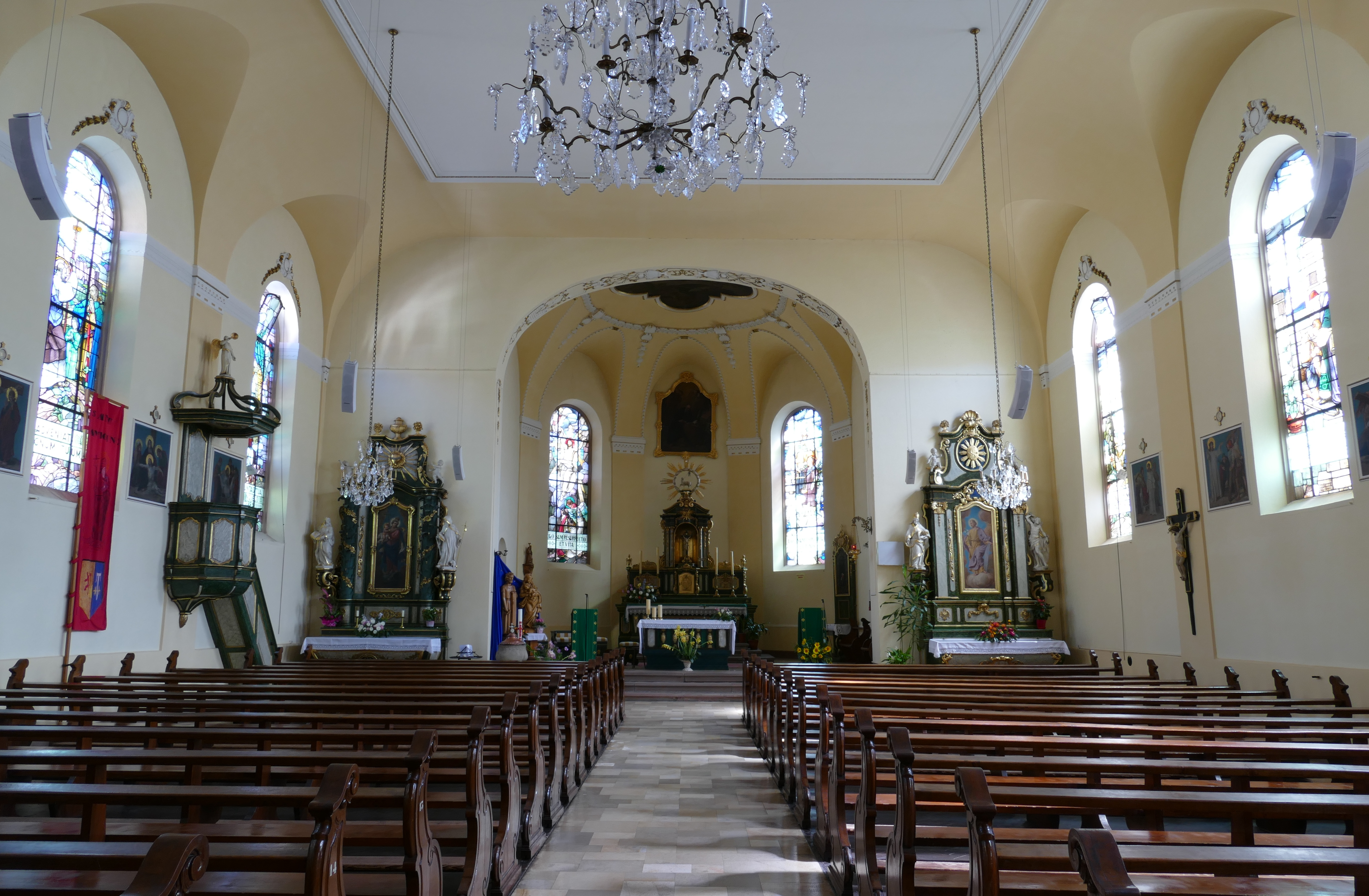
Интерьер
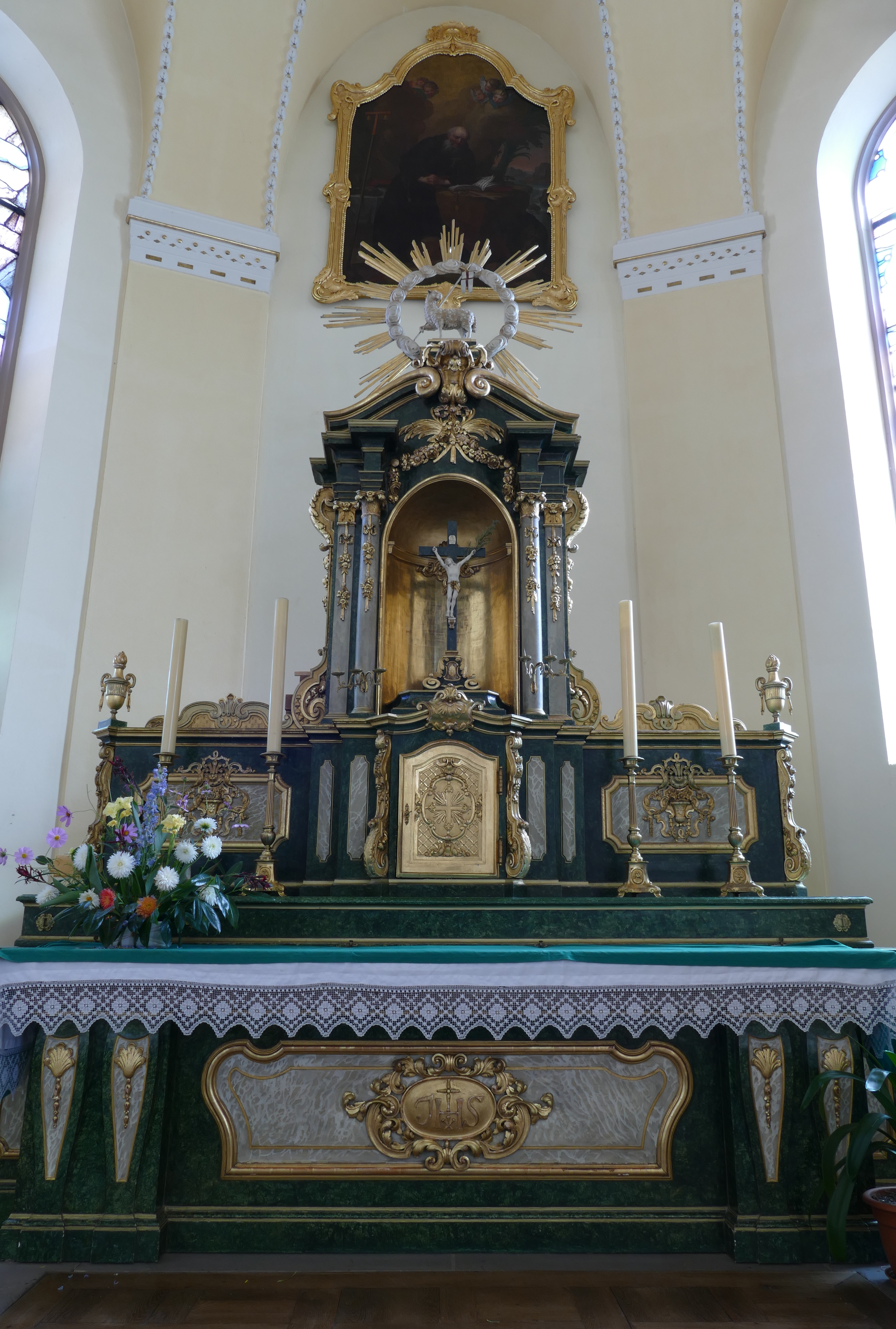
Алтарь
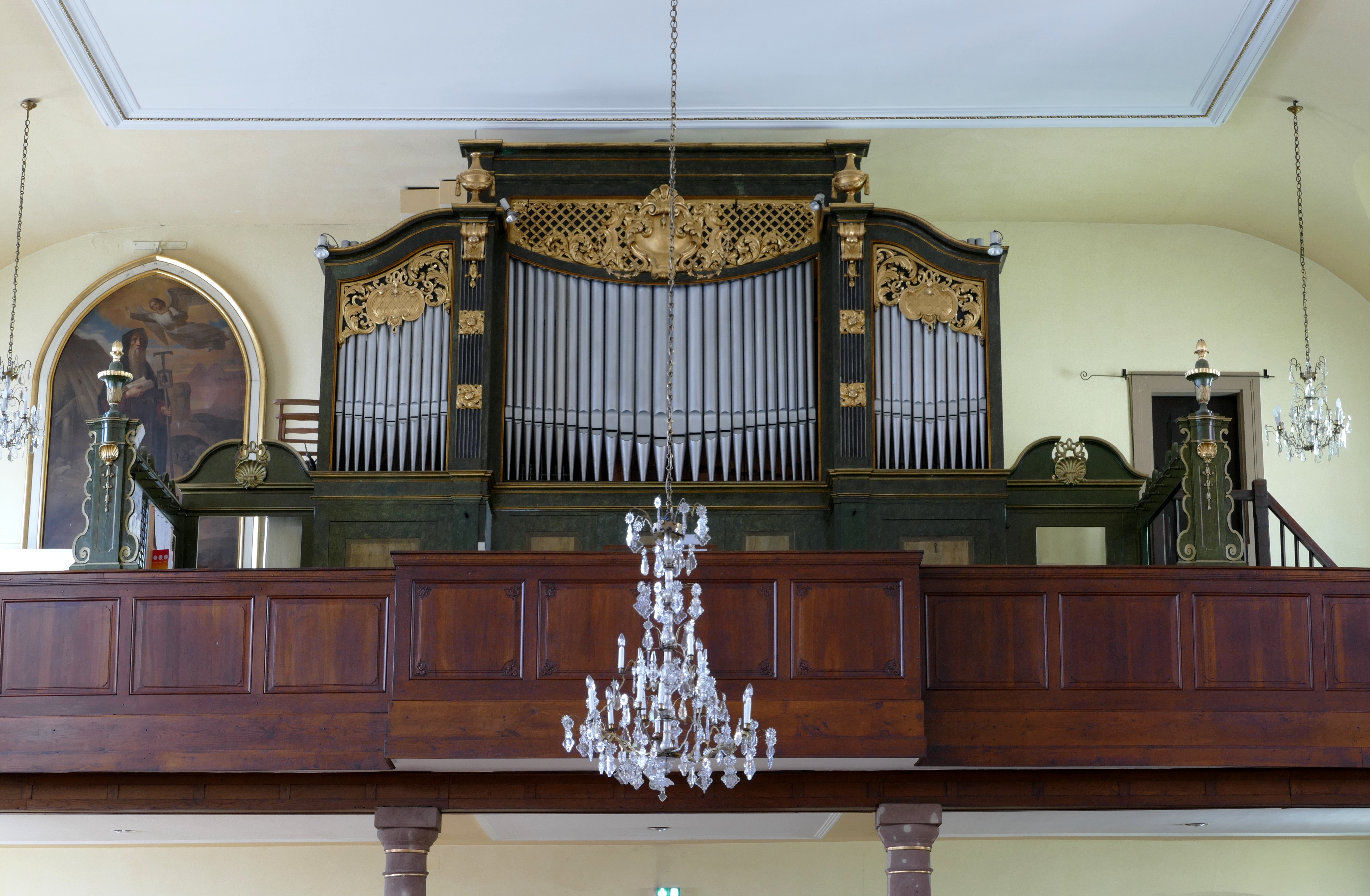
Орган
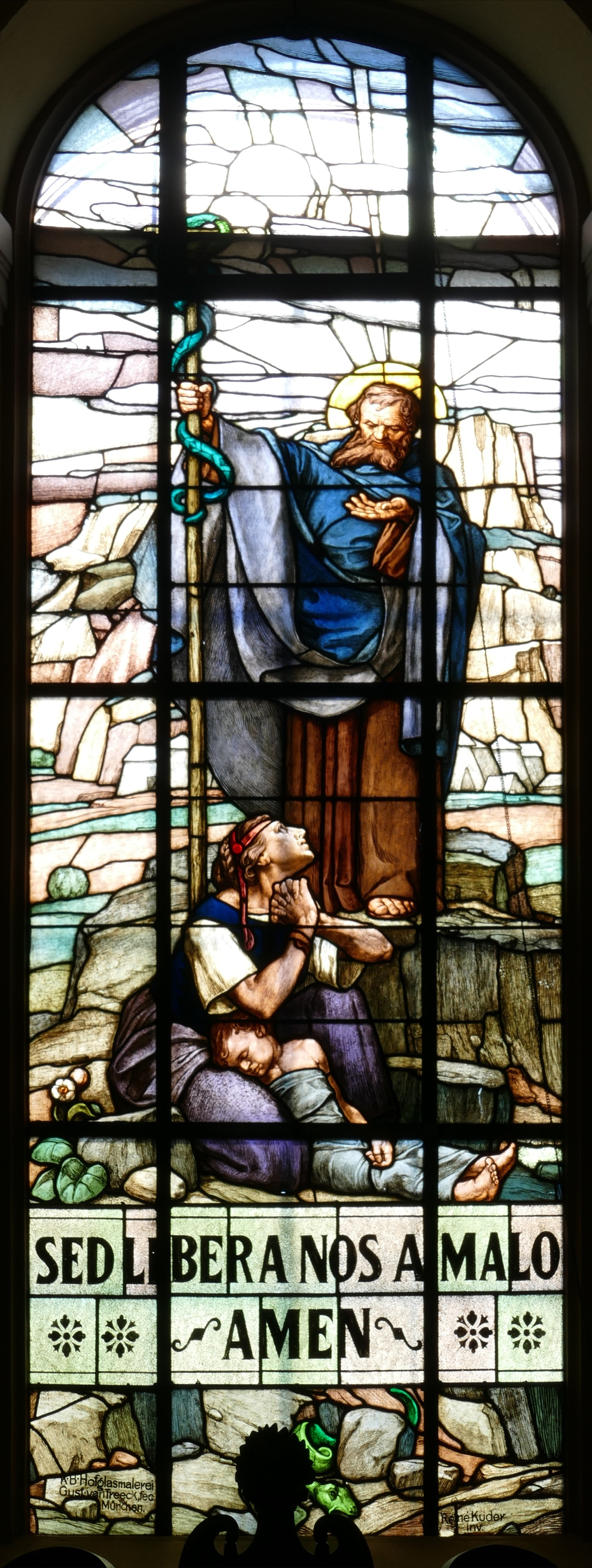
Витраж «Моисей и змей»
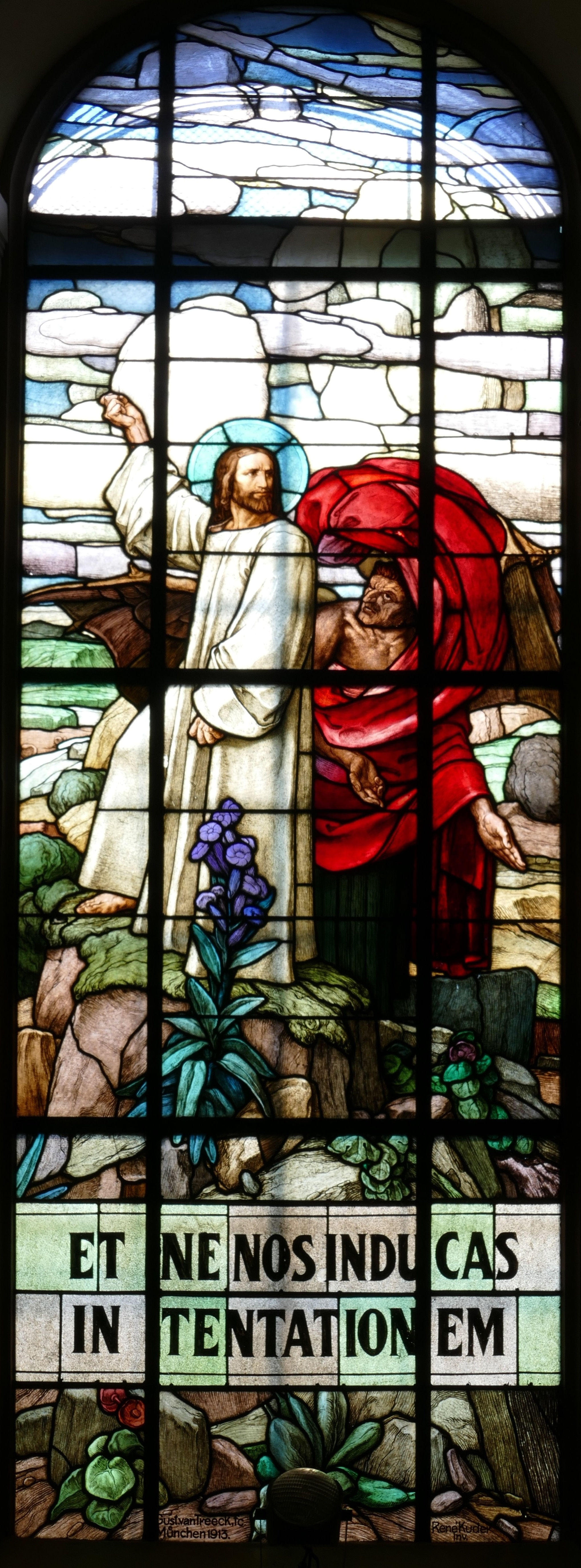
Витраж «Искушение Христа»
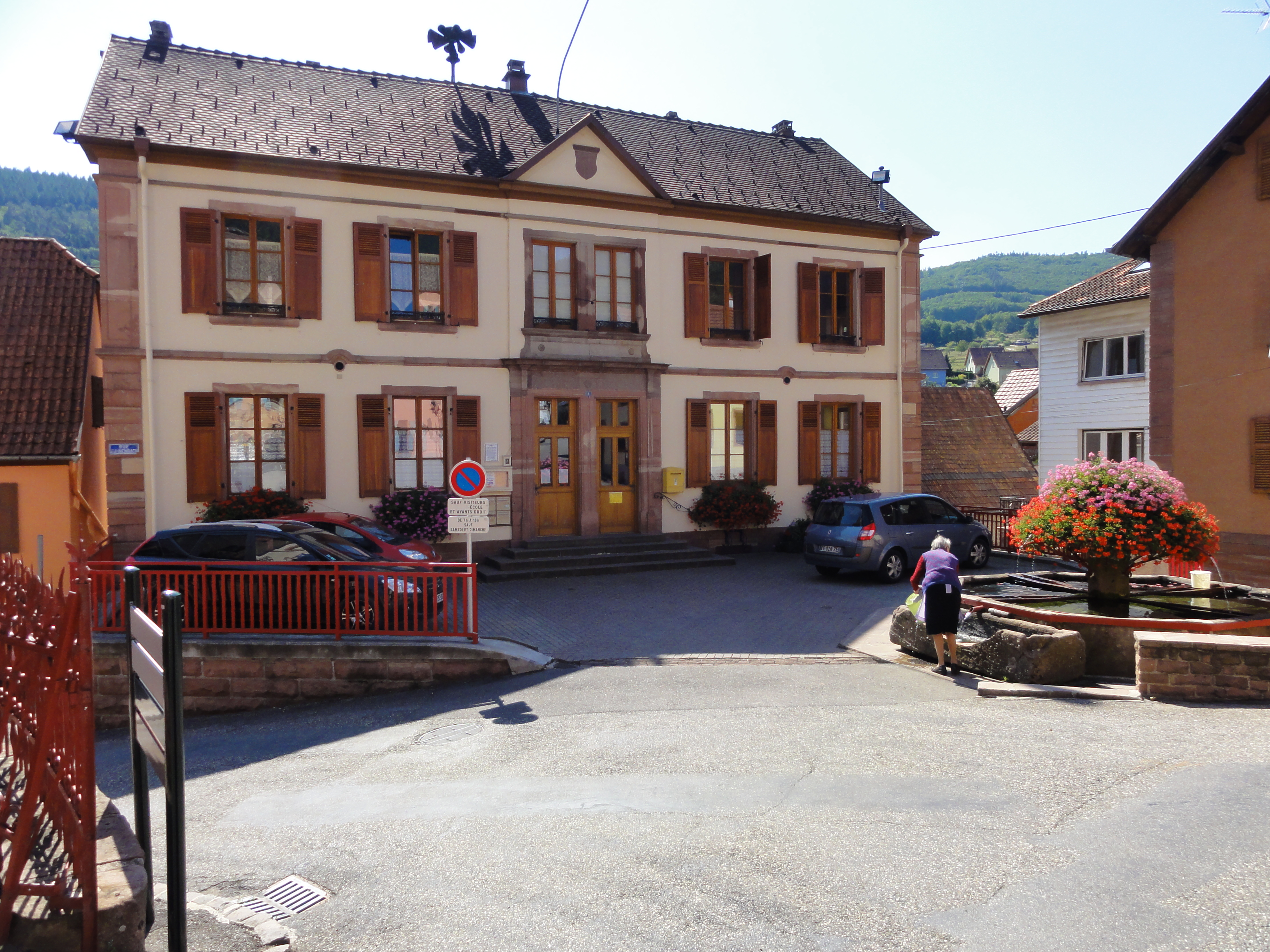
Старое здание мэрии
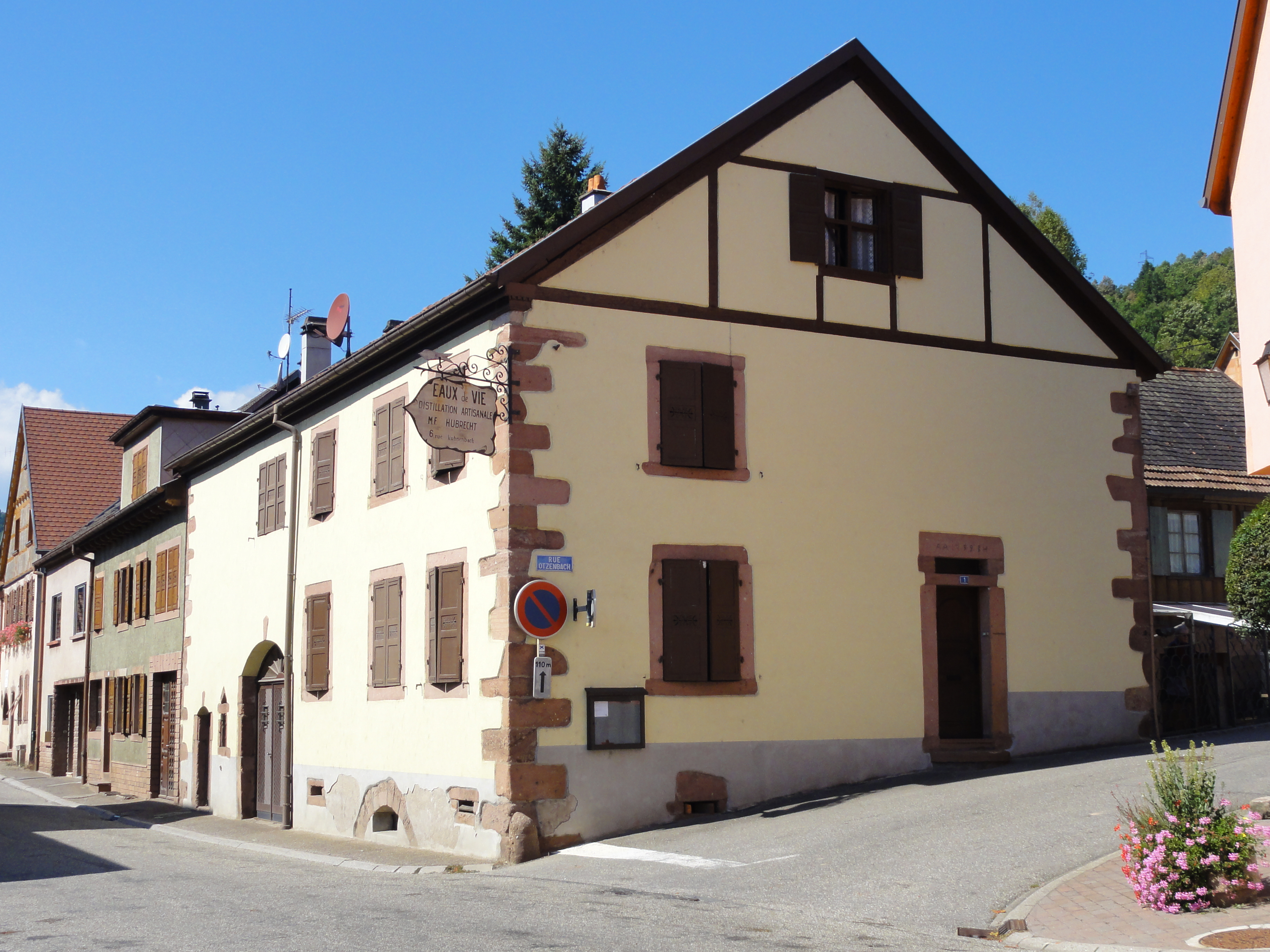
Старый дом
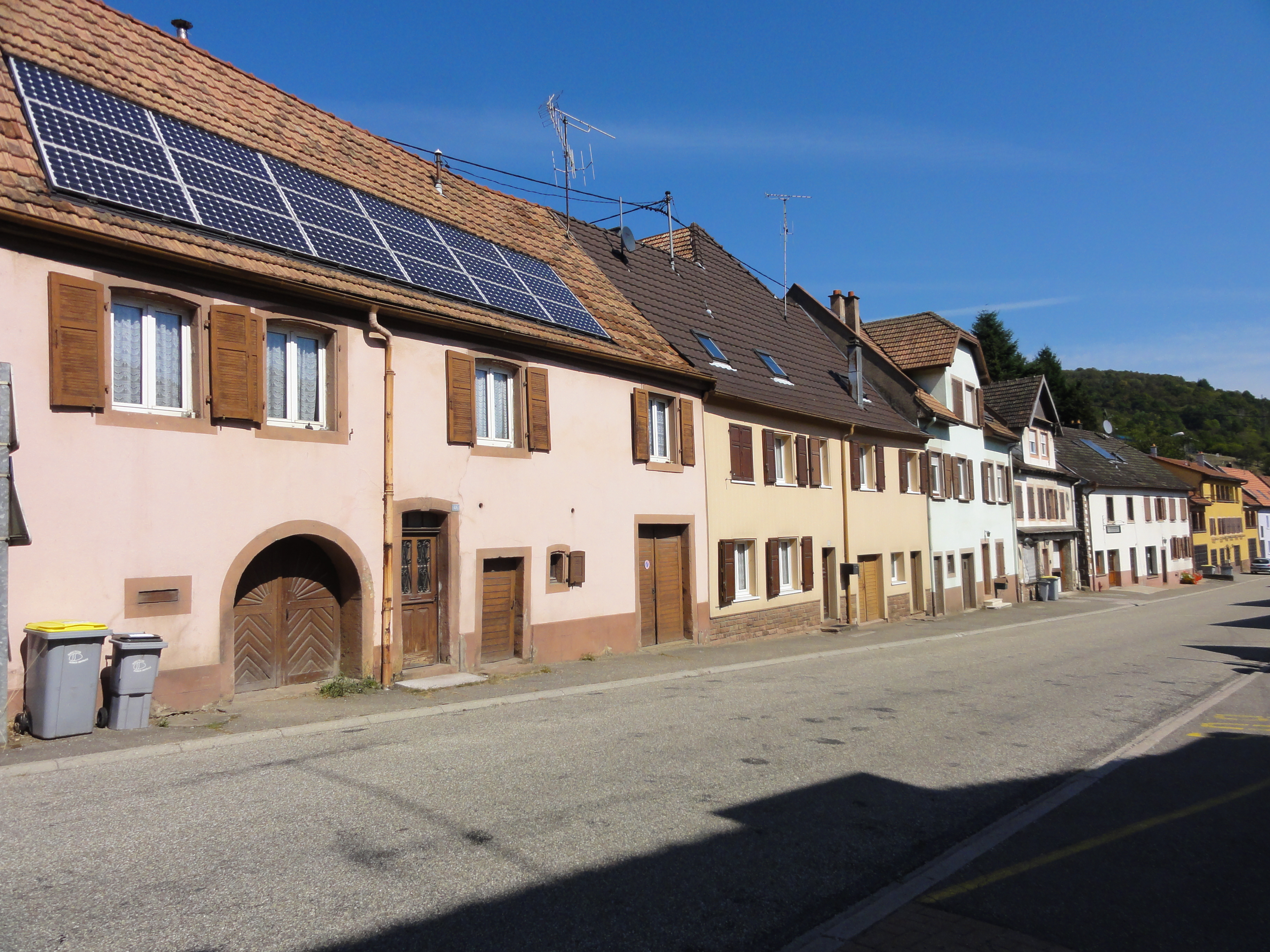
Главная улица